# Robert Wickens
Robert Wickens (ur. 13 marca 1989 w Toronto) – kanadyjski kierowca wyścigowy, obecnie startujący w DTM.

## Starty w karierze
| Sezon   | Seria                                 | Zespół                                 | Starty           | PP               | Zwyc.            | Punkty           | Pozycja          |
| ------- | ------------------------------------- | -------------------------------------- | ---------------- | ---------------- | ---------------- | ---------------- | ---------------- |
| 2005    | Amerykańska Formuła BMW               | Forsythe Championship Racing           | 14               | 1                | 2                | 122              | 3                |
| 2006    | Amerykańska Formuła BMW               | Team Apex Racing USA EuroInternational | 14               | 3                | 3                | 149              | 1                |
| 2006    | Europejski Puchar Formuły Renault 2.0 | Motopark Academy                       | 2                | 0                | 0                | 0                | NS               |
| 2006    | Formuła BMW ADAC                      | ADAC Berlin-Brandenburg                | 2                | 0                | 0                | 0                | NS               |
| 2007    | Champ Car Atlantic                    | Forsythe Championship Racing           | 12               | 1                | 1                | 255              | 3                |
| 2007    | Formuła Renault 3.5                   | Carlin Motorsport                      | 4                | 0                | 0                | 6                | 25               |
| 2007-08 | A1 Grand Prix                         | A1 Team Canada                         | 7                | 2                | 1                | 75               | 9                |
| 2008    | Formuła 3 Euro Series                 | Signature-Plus                         | 14               | 0                | 1                | 10,5             | 15               |
| 2008    | Formuła Renault 3.5                   | Carlin Motorsport                      | 17               | 1                | 1                | 55               | 12               |
| 2009    | Formuła 3 Euro Series                 | Kolles & Heinz Union                   | 4                | 0                | 0                | 0                | 22               |
| 2009    | Formuła 2                             | Red Bull Lukoil                        | 16               | 5                | 2                | 64               | 2                |
| 2010    | Seria GP3                             | Status Grand Prix                      | 16               | 1                | 3                | 71               | 2                |
| 2011    | Formuła Renault 3.5                   | Carlin Motorsport                      | 17               | 7                | 5                | 241              | 1                |
| 2011    | Formuła 1                             | Marussia Virgin Racing                 | Kierowca testowy | Kierowca testowy | Kierowca testowy | Kierowca testowy | Kierowca testowy |
| 2012    | DTM                                   | Mücke Motorsport                       | 10               | 0                | 0                | 14               | 16               |
| 2013    | DTM                                   | HWA Team                               | 10               | 1                | 1                | 70               | 5                |
| 2014    | DTM                                   | HWA Team                               | 10               | 2                | 1                | 45               | 9                |

## Wyniki
| Sezon | Seria     | Numer | Zespół            | Samochód            | Wyniki w poszczególnych eliminacjach | Wyniki w poszczególnych eliminacjach | Wyniki w poszczególnych eliminacjach | Wyniki w poszczególnych eliminacjach | Wyniki w poszczególnych eliminacjach | Wyniki w poszczególnych eliminacjach | Wyniki w poszczególnych eliminacjach | Wyniki w poszczególnych eliminacjach | Wyniki w poszczególnych eliminacjach | Wyniki w poszczególnych eliminacjach | Wyniki w poszczególnych eliminacjach | Wyniki w poszczególnych eliminacjach | Wyniki w poszczególnych eliminacjach | Wyniki w poszczególnych eliminacjach | Wyniki w poszczególnych eliminacjach | Wyniki w poszczególnych eliminacjach | Punkty | Miejsce |
| ----- | --------- | ----- | ----------------- | ------------------- | ------------------------------------ | ------------------------------------ | ------------------------------------ | ------------------------------------ | ------------------------------------ | ------------------------------------ | ------------------------------------ | ------------------------------------ | ------------------------------------ | ------------------------------------ | ------------------------------------ | ------------------------------------ | ------------------------------------ | ------------------------------------ | ------------------------------------ | ------------------------------------ | ------ | ------- |
| 2009  | Formuła 2 | 12.   | MotorSport Vision | Williams JPH1       | VAL1                                 | VAL2                                 | BRN1                                 | BRN2                                 | SPA1                                 | SPA2                                 | BRH1                                 | BRH2                                 | DON1                                 | DON2                                 | OSC1                                 | OSC2                                 | IMO1                                 | IMO2                                 | CAT1                                 | CAT2                                 | 46     | 2       |
| 2009  | Formuła 2 | 12.   | MotorSport Vision | Williams JPH1       | 1                                    | 1                                    | 9                                    | NU                                   | NU                                   | 3                                    | 4                                    | 2                                    | NU                                   | NU                                   | 8                                    | 4                                    | 4                                    | 2                                    | NU                                   | 3                                    | 46     | 2       |
| 2010  | Seria GP3 | 4.    | Status Grand Prix | Dallara Renault 2.2 | ESP1                                 | ESP2                                 | TUR1                                 | TUR2                                 | VAL1                                 | VAL2                                 | GBR1                                 | GBR2                                 | DEU1                                 | DEU2                                 | HUN1                                 | HUN2                                 | BEL1                                 | BEL2                                 | ITA1                                 | ITA2                                 | 71     | 2       |
| 2010  | Seria GP3 | 4.    | Status Grand Prix | Dallara Renault 2.2 | 2                                    | 4                                    | 11                                   | 21                                   | 2                                    | 16                                   | 9                                    | 5                                    | 1                                    | 5                                    | 4                                    | 2                                    | 1                                    | 11                                   | 2                                    | 1                                    | 71     | 2       |

## Wyniki w Formule Renault 3.5
| Legenda oznaczeń w tabelach wyników Wyświetl szablon na nowej stronie | Legenda oznaczeń w tabelach wyników Wyświetl szablon na nowej stronie                                                                     |
| Oznaczenie                                                            | Wyjaśnienie |
| --------------------------------------------------------------------- | --- |
| Złoty                                                                 | Zwycięzca lub mistrzostwo |
| Srebrny                                                               | 2. miejsce lub wicemistrzostwo |
| Brązowy                                                               | 3. miejsce lub II wicemistrzostwo |
| Zielony                                                               | Ukończył, punktował (w klasyfikacji generalnej, gdy zdobył co najmniej jeden punkt na przestrzeni sezonu, poza trzema powyższymi opcjami) |
| Niebieski                                                             | Ukończył, nie punktował (w klasyfikacji generalnej, gdy nie zdobył co najmniej jednego punktu na przestrzeni sezonu)                      |
| Czerwony                                                              | Nie zakwalifikował się (NZ) |
| Czerwony                                                              | Nie prekwalifikował się (NPK) |
| Różowy                                                                | Nie ukończył (NU) |
| Różowy                                                                | Niesklasyfikowany (NS) (w klasyfikacji generalnej, gdy nie został sklasyfikowany w żadnym wyścigu sezonu)                                 |
| Czarny                                                                | Zdyskwalifikowany (DK) |
| Czarny                                                                | Wykluczony (WYK/EX) |
| Biały                                                                 | Nie wystartował (NW) |
| Biały                                                                 | Kontuzjowany (K/INJ) |
| Biały                                                                 | Wyścig odwołany (OD/C) |
| Bez koloru                                                            | Został wycofany (WYC/WD) |
| Bez koloru                                                            | Nie przybył (NP/DNA) |
| Bez koloru                                                            | Nie brał udziału w treningach (NT/DNP) |
| Bez koloru                                                            | Nie został zgłoszony (–) |
| Pogrubienie                                                           | Start z pole position |
| Kursywa                                                               | Najszybsze okrążenie wyścigu |
| †                                                                     | Nie ukończył, ale jego rezultat został zaliczony ze względu na przejechanie więcej niż 90% dystansu wyścigu.                              |
| *                                                                     | Sezon w trakcie |
| 1/2/3                                                                 | Punktowana pozycja w sprincie kwalifikacyjnym                                                                                             |
| Lista systemów punktacji Formuły 1                                    | |

| Rok  | Zespół            | Wyniki w poszczególnych eliminacjach | Wyniki w poszczególnych eliminacjach | Wyniki w poszczególnych eliminacjach | Wyniki w poszczególnych eliminacjach | Wyniki w poszczególnych eliminacjach | Wyniki w poszczególnych eliminacjach | Wyniki w poszczególnych eliminacjach | Wyniki w poszczególnych eliminacjach | Wyniki w poszczególnych eliminacjach | Wyniki w poszczególnych eliminacjach | Wyniki w poszczególnych eliminacjach | Wyniki w poszczególnych eliminacjach | Wyniki w poszczególnych eliminacjach | Wyniki w poszczególnych eliminacjach | Wyniki w poszczególnych eliminacjach | Wyniki w poszczególnych eliminacjach | Wyniki w poszczególnych eliminacjach | Punkty | Pozycja |
| ---- | ----------------- | ------------------------------------ | ------------------------------------ | ------------------------------------ | ------------------------------------ | ------------------------------------ | ------------------------------------ | ------------------------------------ | ------------------------------------ | ------------------------------------ | ------------------------------------ | ------------------------------------ | ------------------------------------ | ------------------------------------ | ------------------------------------ | ------------------------------------ | ------------------------------------ | ------------------------------------ | ------ | ------- |
| 2007 | Carlin Motorsport | ITA                                  | ITA                                  | DEU                                  | DEU                                  | MON                                  | HUN                                  | HUN                                  | BEL                                  | BEL                                  | GBR                                  | GBR                                  | FRA                                  | FRA                                  | PRT                                  | PRT                                  | ESP                                  | ESP                                  | 6      | 25      |
| 2007 | Carlin Motorsport | -                                    | -                                    | -                                    | -                                    | -                                    | -                                    | -                                    | -                                    | -                                    | -                                    | -                                    | -                                    | -                                    | 12                                   | 10                                   | 7                                    | 11                                   | 6      | 25      |
| 2008 | Carlin Motorsport | ITA                                  | ITA                                  | BEL                                  | BEL                                  | MON                                  | GBR                                  | GBR                                  | HUN                                  | HUN                                  | DEU                                  | DEU                                  | FRA                                  | FRA                                  | PRT                                  | PRT                                  | ESP                                  | ESP                                  | 55     | 12      |
| 2008 | Carlin Motorsport | NU                                   | NU                                   | 14                                   | NU                                   | 19                                   | 9                                    | 1                                    | NU                                   | 8                                    | 13                                   | 18                                   | 14                                   | 22                                   | 3                                    | 12                                   | 3                                    | 3                                    | 55     | 12      |
| 2011 | Carlin            | ARA                                  | ARA                                  | BEL                                  | BEL                                  | ITA                                  | ITA                                  | MON                                  | DEU                                  | DEU                                  | HUN                                  | HUN                                  | GBR                                  | GBR                                  | FRA                                  | FRA                                  | CAT                                  | CAT                                  | 241    | 1       |
| 2011 | Carlin            | 2                                    | 5                                    | 1                                    | 2                                    | NU                                   | NU                                   | 2                                    | 1                                    | 2                                    | 5                                    | 7                                    | 1                                    | 1                                    | 2                                    | 19                                   | 1                                    | NU                                   | 241    | 1       |

## Formuła 1
Przed Grand Prix Kanady 2011 został ogłoszony kierowcą rezerwowym zespołu Marussia Virgin Racing.